# Ц-25
Ц-25 — советский десантный планёр конструкции П. В. Цыбина, рассчитан на перевозку 25 десантников. Выпускался на оренбургском заводе № 47 с 1947 года, всего был построен 251 экземпляр.
В 1950 году состоялся единственный в мире дальний перелёт в Арктику в район Северного полюса на планёрах Ц-25, буксировавшихся за Ил-12.

## Технические характеристики
- Экипаж: 2 человека, 25 десантников
- Длина: 16.55 м
- Размах крыла: 25.20 м
- Высота: 5.0 м
- Площадь крыла: 70.0 м²
- Профиль крыла:
- Масса пустого: 2340 кг
- Масса снаряженного: кг
- Нормальная взлетная масса: 4200 кг
- Максимальная взлетная масса: 5000 кг
- Двигатель нет